# Главстан
Главстан — посёлок в Орджоникидзевском районе Хакасии. Входит в состав Приискового сельсовета.

## География
Расположен в предгорье Западных Саян (Кузнецкого Алатау).
Находится недалеко от границы Хакасии с Кемеровской областью. Ранее Главстан находился в Кемеровской области
расположен на обоих берегах реки Тёплая, с юга посёлок огибает р. Правая Сарала, ключ Теплый в окрестностях, в 3 км. — р. Ивановка
Расстояние до центра сельсовета села Приисковое — 3 км
Расстояние до районного центра посёлка Копьёво — 78 км.
Расстояние до областного центра Абакан — 202 км.
Расстояние до аэропорта Абакан — 201 км.

## История
Из повести «Желтый Бурукан» Анатолия Ткаченко
Отвалы намыты ровно (отсюда это очень хорошо видно), прямоугольниками, конусами
— серые, как вырубленные из свинца. Отвалов много, здесь в прошлые времена было богатое золото, и потому посёлок назвали Главстан — Главный Стан. Отсюда и сейчас ещё во все стороны тайги старатели расходятся — искать золотые жилы

## Экономика
В посёлке была добыча россыпного золота, преимущественно силами заключенных.
Из воспоминаний геолога Фёдора Васильевича Кирилловского: «Поехали мы на Большой Каным, в одно из самых труднодоступных мест Кузнецкого Алатау. Глухая тайга, непуганый зверь, самые низкие в мире ледники на высоте 1100 метров. По своей воле в „Главстан“ никто не приезжал, рабочая сила больше из сосланных русских, татар, украинцев, калмыков, прибалтов».
В настоящее время в поселке базируется горнодобывающая компания Mix Max Gold Mining (ООО "Максимальное соединение").

## Население
| 2016 |
| ---- |
| 11   |

## Инфраструктура
АЗС "ХакНефть" - ул. Партизанская, д. 4
С 2022 года в посёлке ведётся строительство вертолетной площадки.

## Улицы
1. Пролетарская улица
2. Геологическая улица
3. Советская улица
4. Партизанская улица

## Достопримечательности
В окрестностях посёлка — Кашкулакская пещера, Ящик Пандоры, гора «Каменная корона», «Тропа Предков», Туимский провал, Сулекская писаница.

## Люди, связанные с посёлком
В посёлке жил писатель Анатолий Ткаченко, автор повести о Главстане «Желтый Бурукан»